# Atheropla
Atheropla is een geslacht van vlinders van de familie sikkelmotten (Oecophoridae), uit de onderfamilie Oecophorinae.

## Soorten
- A. barytypa Turner, 1939
- A. cremnopelta Lower, 1895
- A. crocea Turner, 1939
- A. chorias Meyrick, 1902
- A. decaspila Meyrick, 1889
- A. dysprepes Turner, 1939
- A. fumosa Turner, 1927
- A. hemispila (Meyrick, 1889)
- A. melichlora Meyrick, 1884
- A. psammodes (Turner, 1898)
- A. psilopis Meyrick, 1889
- A. scioxantha Lower, 1902
- A. trimaculella (Fitch, 1856)